# Adrian Gjølberg
Adrian Gjølberg   (Tønsberg, 23 de febrer de 1989) és un ciclista noruec, professional del 2010 al 2016. Destacà en categories inferiors, amb una tercera posició al campionat nacional júnior de 2008. Com a professional va córrer al Plussbank Cervélo, Joker Merida i FixIT.no.

## Palmarès
- 2011
  - Vencedor d'una etapa a la Volta a la Xina
- 2015
  - Vencedor d'una etapa a la Roserittet
- 2016
  - 1r a la Roserittet i vencedor d'una etapa